# Sługocin (województwo lubelskie)
Sługocin – wieś w Polsce położona w województwie lubelskim, w powiecie lubelskim, w gminie Jastków.
W latach 1975–1998 miejscowość położona była w województwie lubelskim.
Wieś położona w urozmaiconym terenie, otaczają ją liczne wąwozy, skrajem płynie rzeka Ciemięga. W centrum wsi zabytkowy wiatrak.
Wieś stanowi sołectwo gminy Jastków. Według Narodowego Spisu Powszechnego z roku 2011 wieś liczyła 169 mieszkańców.
Wierni Kościoła rzymskokatolickiego należą do parafii Przemienienia Pańskiego w Garbowie.